# 삼세기
삼세기(Hemitripterus villosus, sea raven)는 삼세기과에 속하는 종이다. 러시아와 일본 해안에서 떨어진 태평양 북서부에서 자생한다.

## 같이 보기
- 얼룩삼세기
- 삼세기과